# Inter Allies FC
Inter Allies (offiziell: International Allies Football Club) ist ein Fußballverein aus dem ghanaischen Ho. Der Verein gilt in Ghana als Talentschmiede, so brachte man in der Vergangenheit, die A-Nationalspieler David Addy, Jonathan Quartey, Emmanuel Banahene und Nathaniel Asamoah heraus.

## Geschichte
Der Verein wurde im Oktober 1996 von Omar Nasser El-Eter und dessen Bruder Rabeh Nasser El-Eterm sowie dem ehemaligen Nationalspieler Ghanas Robert Tetteh gegründet. Ein Jahr später im Sommer 1997 wurde mit Michael Coffie, das erste Mal ein Spieler für eine ghanaische Fußballnationalmannschaft nominiert, der damals 16-jährige nahm für die Black Starlets (Ghana U-17) an der U-17-Fußball-Weltmeisterschaft 1997 in Ägypten teil. Im Ligabetrieb nahm man erstmals in der Saison 2000 teil und spielte in der Division Two League. Nach der Saison 2000 konnte sich die Mannschaft den Aufstieg sichern und spielte ab der Saison 2001 in der Division One League (Poly Tank Division One League). Im Januar 2008 nahm eine Jugendmannschaft von Inter Allies am renommierten Torneo Mondiale Di Calcio „Coppa Carnevale“ teil, schied aber nach der Vorrunde aus. Im Juni 2013 konnte sich die Mannschaft erstmals nach einem Sieg in den Playoffs gegen Danbort FC den Aufstieg in die Ghana Premier League sichern.

## Stadion
Seine Heimspiele wird die Mannschaft in der Globacom Premier League 2013/2014 im Tema Sports Stadium austragen, weil die eigentliche Heimstätte das Ho Sports Stadium zu klein ist.

## Bekannte Spieler

### Nationalspieler
- David Addy
- Emmanuel Banahene
- Jonathan Quartey
- Samuel Yeboah

### Ausländische Nationalspieler
- Ben Teekloh, 23facher Nationalspieler Liberias

### Ausländische Profis
- Aminu Abdallah
- Clifford Aboagye
- Solomon Addy
- Daniel Amartey
- Nathaniel Asamoah
- Daniel Coffie
- Gershon Koffie
- Fatau Mohammed
- Laud Ofosuhene
- Moses Otiboe

## Farmteam / Jugend-Academy
Der Verein unterhält mit dem Accra Inter Allies ein Farmteam in der Gold Coast City, einem Stadtteil von Accra. Der Verein spielt seit seiner Gründung 2009, in der drittklassigen Division Two League Greater Accra Regional Football Association Middle League. Accra Inter Allies ist zudem teil, der Accra Youth Soccer Academy  Organisation.

## Titel
- 2000: Division Two League
- 2013: Poly Tank Division One League (Meister Gruppe 2 B)

## Externe Webseiten
- Offizielle Seite